# Naci Erdem
Pour les articles homonymes, voir Erdem.
Naci Erdem (né le 28 janvier 1931 à Istanbul en Turquie et mort dans la même ville le 28 mars 2022) est un joueur international de football turc.

## Biographie
Naci Erdem a passé 10 saisons à Fenerbahçe.

## Palmarès
- Champion de Turquie en 1959 et 1961 avec Fenerbahçe
- Vainqueur de la Coupe de Turquie en 1965 et 1966 avec Galatasaray